# Akwasi Oduro
Akwasi Qwakeye Oduro (Colonia, 8 febbraio 1987) è un calciatore belga, difensore del KVK Beringen.

## Biografia
Nato a Colonia, in Germania, è d'origine ghanese. Possiede la cittadinanza belga.

## Carriera

### Club
Oduro emigrò in Belgio, dove giocò per lo Gierle, per il Turnhout e per lo Standard Liegi, senza debuttare nella prima squadra di nessuno di questi club. Giocò allora per il Beveren, dove poté esordire tra i titolari. Ad agosto 2008, sostenne dei provini per lo Swindon Town e per il Chesterfield. Nessuno dei due club, però, lo tesserò.
A settembre dello stesso anno, allora, si accordò con i serbi del Radnički Kragujevac. Successivamente firmò un contratto con i norvegesi del Bodø/Glimt. Esordì nella Tippeligaen il 15 marzo 2009, quando sostituì Trond Fredrik Ludvigsen nel pareggio casalingo per 1-1 contro il Fredrikstad. A fine stagione, rescisse il contratto che lo legava al club, ritrovandosi svincolato. Giocò poi per i belgi del Cappellen e del Turnhout.